# Mark Aronowitsch Aiserman
Mark Aronowitsch Aiserman (russisch Марк Аронович Айзерман; * 24. Maijul. / 6. Juni 1913greg. in Dünaburg; † 8. Mai 1992 in Russland) war ein russischer Physiker, Kybernetiker und Hochschullehrer.

## Leben
Aisermans Lehrer waren Nikolai Nikolajewitsch Lusin und Alexander Alexandrowitsch Andronow. Ab 1939 arbeitete er im Institut für Automatik und Telemechanik (dem späteren W. A. Trapesnikow-Institut für Probleme der Kontrolltheorie der Akademie der Wissenschaften der UdSSR). 1941 bei Beginn des deutschen Angriffs ging er trotz seiner Freistellung als Freiwilliger an die Front. 1945 wurde er demobilisiert. 1946 wurde Aiserman mit seiner Dissertation Nichtlineare Regelsysteme zum Doktor der Technischen Wissenschaften promoviert.
1964 erhielt Aiserman den Leninpreis für die Entwicklung eines Systems von Bausteinen für pneumatische Industrieautomaten und die Berufung auf den Lehrstuhl für Theoretische Mechanik der Moskauer Universität für Physik und Technologie, den er bis 1978 innehatte. 1945 veröffentlichte er zusammen mit Felix Ruwimowitsch Gantmacher Die absolute Stabilität von Regelsystemen (Beiheft zur Zeitschrift Regelungstechnik, R. Oldenbourg Verlag, München und Wien, 1965). 1982 wurde auf Aisermans Initiative im W. A. Trapesnikow-Institut für Kontrolltheorie das Laboratorium für die Dynamik nichtlinearer Regelprozesse eingerichtet, das dann J. S. Pjatnizki leitete. Im gleichen Jahr initiierte Aiserman auf der Basis seines eigenen Laboratoriums Nr. 25 für Auswahl- und Entscheidungsanalyse die Errichtung des Laboratoriums für die Verarbeitung von großen Datenmengen in hierarchischen Systemen mit dem Leiter A. A. Dorofejuk.
Zu Aisermans Schülern zählten Fuad Tagijewitsch Aleskerow und Emmanuil Markowitsch Brawerman. Seinen Namen trägt die Aizermansche Potentialfunktion.